# Johannes Wittmann
Johannes Ludwig Jacob Wittmann (* 3. März 1885 in Zweibrücken; † 24. Dezember 1960 in Speyer) war ein deutscher Psychologe, Pädagoge und Hochschullehrer.

## Leben und Wirken
Johannes Wittmann studierte nach seiner Reifeprüfung am Gymnasium in Zweibrücken von 1904 bis 1910 Mathematik, Physik, Psychologie und Philosophie an den Universitäten Kiel, Berlin und München und legte in Kiel das Staatsexamen für den höheren Schuldienst an der Christian-Albrechts-Universität zu Kiel ab, wo er dann 1913 bei Götz Martius promovierte. Von 1912 bis 1920 arbeitete er dort als wissenschaftlicher Assistent für Psychologie und habilitierte sich 1918 für dieses Fach. Von 1917 bis 1924 war er außerdem als Studienrat für Mathematik und Physik an einem Kieler Gymnasium tätig. Von 1922 bis 1933 lehrte er als außerordentlicher Professor und Nachfolger von Götz Martius und war Direktor des Psychologischen Instituts. Zunächst 1933 nach der nationalsozialistischen Machtergreifung entpflichtet, konnte er von 1935 bis 1946 weiter an der Universität Kiel tätig sein, seine Professur außer dem Fach Psychologie auch die Pädagogik.
Johannes Wittmann trat frühzeitig in Theorie und Praxis für die Ganzheitsmethode im schulischen Unterricht ein.

## Schriften
- Über die rußenden Flammen und ihre Verwendung zu Vokal- und Sprachmelodie. In: Archiv für die gesamte Psychologie. Bd. 29 (1913), H. 3 u. 4, S. 392–449 (= Dissertation Universität Kiel).
- Über das Sehen von Scheinbewegungen und Scheinkörpern. Beiträge zur Grundlegung einer analytischen Psychologie. Barth, Leipzig 1921 (= Habilitationsschrift Universität Kiel).
- Der Aufbau der seelisch-körperlichen Funktionen und die Erkennung der Begabung mit Hilfe des Prüfungsexperiments (= Kieler Arbeiten zur Begabungsforschung. Bd. 1). Volkskraft-Verlag-Ges., Berlin-Wilmersdorf 1922.

- (mit Götz Martius): Die Formen der Wirklichkeit. Festbeitrag zu Kants 200 jährigem Geburtstag. Akademische Verlagsgesellschaft, Leipzig 1924.
- Theorie und Praxis eines analytischen Unterrichts in Grundschule und Hilfsschule. Entwurf einer Gestaltung des Anschauungsunterrichts, des ersten Rechen-, Lese- und Schreibunterrichts als eines wirklichkeitsnahen Gesamtunterrichts nach den Grundsätzen einer analytischen Psychologie. Jensen, Kiel 1929 (2. erweiterte Aufl. u.d.T. Theorie und Praxis eines ganzheitlichen, analytisch-synthetischen Unterrichts. Müller & Kiepenheuer, Potsdam 1933, 4. Aufl. 1967).
- Wir fahren in die Welt. Ein Buch für Kinder zum ganzheitlichen Lesenlernen. Crüwell, Dortmund 1950.

- Ganzheitliches Rechnen. 2.–5. Aufl. Crüwell, Dortmund 1950–1959.
- Einführung in die Praxis des ganzheitlichen Gesamtunterrichts insbesondere des ganzheitlichen Rechenunterrichts im ersten Schuljahr. Crüwell, Dortmund 1958.

Festschrift
- Walter Asmus (Hrsg.): Die Ganzheit in Wissenschaft und Schule. Johannes Wittmann zum 70. Geburtstag. Crüwell, Dortmund 1956.